# Teiidae
Teiidae este o familie de șopârle.